# Tournoi de qualification olympique féminin de basket-ball 2020
Cet article traite de l'épreuve féminine. Pour la compétition masculine, voir Tournoi de qualification olympique de basket-ball masculin 2020.
Navigation
TQO 2016 TQO 2024
Les Tournois de qualification olympique féminin de basket-ball 2020 sont une série de tournois internationaux de basket-ball organisée par la FIBA du 6 au 9 février 2020 permettant d'attribuer les 10 dernières places qualificatives au tournoi féminin de basket-ball des Jeux olympiques de 2020. Quatre tournois sont organisés sur quatre sites différents, les deux ou trois premières de chacun de ces tournois obtient sa qualification.

## Présentation de l'événement
Les tournois de qualification olympique de basket-ball féminin 2020 mettent aux prises 16 équipes nationales parmi lesquelles 10 d'entre elles se verront attribuer une qualification pour le tournoi olympique des Jeux 2020.
Quatre tournois regroupant chacun 4 équipes sont organisés dans quatre villes et pays distincts et les deux ou trois premières de chacun de ces tournois seront qualifiées pour les Jeux.

## Tournois de pré-qualification

### Zone Afrique
Ce tournoi se déroule à Maputo, Mozambique, du 14 au 17 novembre 2019. Il qualifie deux équipes pour le tournoi de qualification.

#### Groupe A
| Rang | Équipe     | Pts | J | G | P | Pp | Pc | Diff |  | Résultats (dom.\ext.) |       |  |  |
| ---- | ---------- | --- | - | - | - | -- | -- | ---- |  | --------------------- | ----- |  |  |
| 1    | Nigeria    | 2   | 1 | 1 | 0 | 57 | 48 | 9    |  | Nigeria               |       |  |  |
| 2    | Mozambique | 1   | 1 | 0 | 1 | 48 | 57 | -9   |  | Mozambique            | 48-57 |  |  |
| 3    | RD Congo   | 0   | 0 | 0 | 0 | 0  | 0  |      |  | RD Congo              |       |  |  |

#### Groupe B
| Rang | Équipe  | Pts | J | G | P | Pp  | Pc  | Diff |  | Résultats (dom.\ext.) |       |       |       |
| ---- | ------- | --- | - | - | - | --- | --- | ---- |  | --------------------- | ----- | ----- | ----- |
| 1    | Sénégal | 4   | 2 | 2 | 0 | 133 | 124 | 9    |  | Sénégal               |       |       | 75-71 |
| 2    | Mali    | 3   | 2 | 1 | 1 | 118 | 103 | 15   |  | Mali                  | 53-58 |       |       |
| 3    | Angola  | 2   | 2 | 0 | 2 | 116 | 140 | -24  |  | Angola                |       | 45-65 |       |

#### Matchs de qualification
| 17 novembre 2019 |  | Nigeria | 74-59 | Mali |  |  |

| 17 novembre 2019 |  | Sénégal | 49-56 | Mozambique |  |  |

Le Nigéria et le Mozambique se qualifient pour le tournoi de qualification.

### Zone Amériques
Ce tournoi se déroule à Edmonton, Canada et à Bahía Blanca, Argentine du 14 au 17 novembre 2019. Il qualifie trois équipes pour le tournoi de qualification.

#### Groupe A
| Rang | Équipe                 | Pts | J | G | P | Pp  | Pc  | Diff |  | Résultats (dom.\ext.)  |        |        |        |       |
| ---- | ---------------------- | --- | - | - | - | --- | --- | ---- |  | ---------------------- | ------ | ------ | ------ | ----- |
| 1    | Canada                 | 6   | 3 | 3 | 0 | 304 | 193 | 111  |  | Canada                 |        |        | 110-53 |       |
| 2    | Porto Rico             | 5   | 3 | 2 | 1 | 271 | 223 | 48   |  | Porto Rico             | 80-84  |        |        |       |
| 3    | Cuba                   | 4   | 3 | 1 | 2 | 204 | 261 | -57  |  | Cuba                   |        | 81-83  |        | 70-68 |
| 4    | République dominicaine | 3   | 3 | 0 | 3 | 186 | 288 | -102 |  | République dominicaine | 60-110 | 58-108 |        |       |

#### Groupe B
| Rang | Équipe     | Pts | J | G | P | Pp  | Pc  | Diff |  | Résultats (dom.\ext.) |       |       |        |       |
| ---- | ---------- | --- | - | - | - | --- | --- | ---- |  | --------------------- | ----- | ----- | ------ | ----- |
| 1    | États-Unis | 6   | 3 | 3 | 0 | 271 | 143 | 128  |  | États-Unis            |       |       | 104-48 | 91-34 |
| 2    | Brésil     | 5   | 3 | 2 | 1 | 199 | 164 | 35   |  | Brésil                | 61-76 |       |        |       |
| 3    | Colombie   | 4   | 3 | 1 | 2 | 148 | 228 | -80  |  | Colombie              |       | 33-61 |        | 67-63 |
| 4    | Argentine  | 3   | 3 | 0 | 3 | 152 | 235 | -83  |  | Argentine             |       | 55-77 |        |       |

Le Canada, Porto Rico et le Brésil se qualifient pour le tournoi de qualification, les États-Unis étant automatiquement qualifiés.

### Zone Asie-Océanie
Ce tournoi se déroule à Auckland, Nouvelle-Zélande et à Kuala Lumpur, Malaisie du 14 au 17 novembre 2019. Il qualifie trois équipes pour le tournoi de qualification.

#### Groupe A
| Rang | Équipe                      | Pts | J | G | P | Pp  | Pc  | Diff |  | Résultats (dom.\ext.)       |        |        |       |        |
| ---- | --------------------------- | --- | - | - | - | --- | --- | ---- |  | --------------------------- | ------ | ------ | ----- | ------ |
| 1    | Chine (1-1, +22)            | 5   | 3 | 2 | 1 | 301 | 201 | 100  |  | Chine (1-1, +22)            |        |        | 94-71 |        |
| 2    | Corée du Sud (1-1, -3)      | 5   | 3 | 2 | 1 | 260 | 224 | 36   |  | Corée du Sud (1-1, -3)      | 81-80  |        | 65-69 |        |
| 3    | Nouvelle-Zélande (1-1, -19) | 5   | 3 | 2 | 1 | 251 | 213 | 38   |  | Nouvelle-Zélande (1-1, -19) |        |        |       | 111-54 |
| 4    | Philippines                 | 3   | 3 | 0 | 3 | 178 | 352 | -174 |  | Philippines                 | 49-127 | 75-114 |       |        |

#### Groupe B
| Rang | Équipe    | Pts | J | G | P | Pp  | Pc  | Diff |  | Résultats (dom.\ext.) |       |        |       |        |
| ---- | --------- | --- | - | - | - | --- | --- | ---- |  | --------------------- | ----- | ------ | ----- | ------ |
| 1    | Japon     | 6   | 3 | 3 | 0 | 285 | 155 | 130  |  | Japon                 |       | 82-69  |       | 120-29 |
| 2    | Australie | 5   | 3 | 2 | 1 | 267 | 162 | 105  |  | Australie             |       |        | 84-51 |        |
| 3    | Taïwan    | 4   | 3 | 1 | 2 | 187 | 223 | -36  |  | Taïwan                | 57-83 |        |       | 79-56  |
| 4    | Inde      | 3   | 3 | 0 | 3 | 114 | 313 | -199 |  | Inde                  |       | 29-114 |       |        |

La Chine, la Corée du Sud et l'Australie se qualifient pour le tournoi de qualification, le Japon étant automatiquement qualifié.

## Équipes participantes
Le pays-hôte des Jeux, les championnes du monde en titre et les six meilleures équipes du Championnat d'Europe 2019 sont directement qualifiés pour ce tournoi. Elles sont rejointes par les équipes qui se sont qualifiées via les tournois de pré-qualification.
| Compétition/Contexte                            | Places | Qualifiés       |
| ----------------------------------------------- | ------ | --------------- |
| Pays-hôte des JO 2020                           | 1      | Japon           |
| Coupe du monde 2018                             | 1      | États-Unis      |
| Championnat d'Europe 2019                       | 6      | Espagne         |
| Championnat d'Europe 2019                       | 6      | France          |
| Championnat d'Europe 2019                       | 6      | Serbie          |
| Championnat d'Europe 2019                       | 6      | Grande-Bretagne |
| Championnat d'Europe 2019                       | 6      | Belgique        |
| Championnat d'Europe 2019                       | 6      | Suède           |
| Tournoi de pré-qualification, zone Afrique      | 2      | Nigeria         |
| Tournoi de pré-qualification, zone Afrique      | 2      | Mozambique      |
| Tournoi de pré-qualification, zone Amériques    | 3      | Canada          |
| Tournoi de pré-qualification, zone Amériques    | 3      | Porto Rico      |
| Tournoi de pré-qualification, zone Amériques    | 3      | Brésil          |
| Tournoi de pré-qualification, zone Asie-Océanie | 3      | Chine           |
| Tournoi de pré-qualification, zone Asie-Océanie | 3      | Corée du Sud    |
| Tournoi de pré-qualification, zone Asie-Océanie | 3      | Australie       |

## Désignation des pays hôtes
Le 15 novembre 2019, la FIBA annonce la liste des villes et pays hôtes :
| Pays     | Ville choisie |
| -------- | ------------- |
| Belgique | Ostende       |
| Chine    | Foshan        |
| France   | Bourges       |
| Serbie   | Belgrade      |

Le 27 janvier 2020, la FIBA annonce qu'en raison de l'épidémie de coronavirus, le tournoi de Foshan est délocalisé à Belgrade.

## Tirage au sort
Chaque groupe est constitué de quatre équipes.
Les groupes sont décidés lors d'un tirage au sort effectué le 27 novembre 2019 au siège social de la FIBA à Mies (Suisse).

### Modalités du tirage au sort[5]
Les seize équipes ont été réparties en quatre chapeaux, conformément à leur classement mondial FIBA au 21 novembre 2019, après les tournois de qualification pré-olympiques.
| Chapeau 1        | Chapeau 2     | Chapeau 3             | Chapeau 4          |
| ---------------- | ------------- | --------------------- | ------------------ |
| États-Unis (1re) | France (5e)   | Japon (10e)           | Corée du Sud (19e) |
| Australie (2e)   | Serbie (7e)   | Brésil (15e)          | Suède (22e)        |
| Espagne (3e)     | Chine (8e)    | Nigeria (17e)         | Porto Rico (23e)   |
| Canada (4e)      | Belgique (9e) | Grande-Bretagne (18e) | Mozambique (43e)   |

Quatre chapeaux supplémentaires, chacun contenant les nombres de 1 à 4, déterminent la position de chaque équipe au sein de son groupe, afin notamment de déterminer l'ordre des rencontres.
Quelques aménagements et restrictions sont de rigueur pour ce tirage au sort :
- Les quatre pays-hôtes (Belgique, Chine, France et Serbie) font tous partie du chapeau 2, aussi ils sont directement placés dans leurs groupes respectifs, seule leur position dans leur groupe est tirée ;
- Pour des raisons géographiques :
  - Pour les zones Asie-Océanie et Amériques, une seule nation de chaque zone peut être tirée par groupe. Ainsi :
    - La Chine, l'Australie et le Japon sont tous tirés dans des groupes différents ;
    - Le Brésil ne peut pas être tiré dans le groupe des États-Unis ou du Canada.

  - L'Espagne ne peut pas être tirée dans un groupe accueilli par une nation européenne, et est donc placée directement dans le groupe accueilli par la Chine ;
  - La Suède ne peut pas être tirée dans un groupe contenant déjà deux nations européennes.
- Pour des raisons sportives :
  - Le Japon et les États-Unis étant tous deux qualifiés directement pour le tournoi olympique, ils ne peuvent pas être tirés dans le même groupe.
  - Afin que tous les continents soient représentés aux Jeux, le Mozambique et le Nigéria sont automatiquement dans le même groupe.

### Composition des groupes
| Tournoi d'Ostende | Tournoi de Foshan (Relocalisé à Belgrade) | Tournoi de Bourges | Tournoi de Belgrade |
| ----------------- | ----------------------------------------- | ------------------ | ------------------- |
| Canada            | Corée du Sud                              | France             | Nigeria             |
| Japon             | Chine                                     | Porto Rico         | États-Unis          |
| Suède             | Grande-Bretagne                           | Brésil             | Serbie              |
| Belgique          | Espagne                                   | Australie          | Mozambique          |

## Système de compétition
Dans chaque groupe, chaque équipe affronte les trois autres équipes de son propre groupe.
A l'issue de cette phase, les équipes sont classées en fonction de leur bilan de victoire(s)/défaite(s) défini par une attribution de points (2 points par victoire, 1 point par défaite, 0 point par défaite par forfait). En cas d'égalité de points, les confrontations particulières décident du classement.
Les trois premières équipes de chaque groupe se qualifient pour le tournoi olympique, sauf pour les groupes contenant le Japon et les États-Unis où seuls les deux mieux classées obtiennent leur ticket pour Tokyo.

## Tournoi d’Ostende
| Rang | Équipe   | Pts | J | G | P | Pp  | Pc  | Diff |
| ---- | -------- | --- | - | - | - | --- | --- | ---- |
| 1    | Canada   | 6   | 3 | 3 | 0 | 211 | 174 | 37   |
| 2    | Belgique | 5   | 3 | 2 | 1 | 209 | 198 | 11   |
| 3    | Japon    | 4   | 3 | 1 | 2 | 227 | 216 | 11   |
| 4    | Suède    | 3   | 3 | 0 | 3 | 157 | 216 | -59  |

| 6 février 2020 18h05 CET | Rapport | Japon                                                                      | 75-54                               | Suède                                                          |  | Sleuyter Arena, Ostende Arbitres : Yener Yılmaz Amy Bonner Ryan Jones |
| 6 février 2020 18h05 CET | Rapport | Score par quart-temps : 10-12, 15-8, 28-18, 22-16                          |                                     |                                                                |  | Sleuyter Arena, Ostende Arbitres : Yener Yılmaz Amy Bonner Ryan Jones |
| 6 février 2020 18h05 CET | Rapport | Score par mi-temps : 25-20, 50-34                                          |                                     |                                                                |  | Sleuyter Arena, Ostende Arbitres : Yener Yılmaz Amy Bonner Ryan Jones |
| 6 février 2020 18h05 CET | Rapport | Ramu Tokashiki, 21 Ramu Tokashiki, 12 Nako Motohashi, 6 Ramu Tokashiki, 34 | Points Rebonds Passes d. Évaluation | Kalis Loyd, 18 Magarity, Zahui, 8 Kalis Loyd, 3 Kalis Loyd, 14 |  | Sleuyter Arena, Ostende Arbitres : Yener Yılmaz Amy Bonner Ryan Jones |

| 6 février 2020 20h35 CET | Rapport | Canada                                                                       | 61-56                               | Belgique                                                                    |  | Sleuyter Arena, Ostende Arbitres : Ademir Zurapović Gina Cross Andreia Silva |
| 6 février 2020 20h35 CET | Rapport | Score par quart-temps : 12-7, 18-16, 16-19, 15-14                            |                                     |                                                                             |  | Sleuyter Arena, Ostende Arbitres : Ademir Zurapović Gina Cross Andreia Silva |
| 6 février 2020 20h35 CET | Rapport | Score par mi-temps : 30-23, 31-33                                            |                                     |                                                                             |  | Sleuyter Arena, Ostende Arbitres : Ademir Zurapović Gina Cross Andreia Silva |
| 6 février 2020 20h35 CET | Rapport | Kia Nurse, 19 Carleton, Raincock-Ekunwe, 6 Kia Nurse, 3 Nurse, Alexander, 11 | Points Rebonds Passes d. Évaluation | Emma Meesseman, 14 Kim Mestdagh, 7 Allemand, Mestdagh, 4 Emma Meesseman, 14 |  | Sleuyter Arena, Ostende Arbitres : Ademir Zurapović Gina Cross Andreia Silva |

| 8 février 2020 18h05 CET | Rapport | Belgique                                                                  | 92-84                               | Japon                                                                    |  | Sleuyter Arena, Ostende Arbitres : Ademir Zurapović Gina Cross Andreia Silva |
| 8 février 2020 18h05 CET | Rapport | Score par quart-temps : 13-22, 27-12, 28-19, 24-31                        |                                     |                                                                          |  | Sleuyter Arena, Ostende Arbitres : Ademir Zurapović Gina Cross Andreia Silva |
| 8 février 2020 18h05 CET | Rapport | Score par mi-temps : 40-34, 52-50                                         |                                     |                                                                          |  | Sleuyter Arena, Ostende Arbitres : Ademir Zurapović Gina Cross Andreia Silva |
| 8 février 2020 18h05 CET | Rapport | Emma Meesseman, 23 Emma Meesseman, 7 Julie Allemand, 7 Emma Meesseman, 30 | Points Rebonds Passes d. Évaluation | Saki Hayashi, 24 Motohashi, Machida, 6 Asami Yoshida, 7 Saki Hayashi, 20 |  | Sleuyter Arena, Ostende Arbitres : Ademir Zurapović Gina Cross Andreia Silva |

| 8 février 2020 20h35 CET | Rapport | Suède                                                                      | 50-80                               | Canada                                                                             |  | Sleuyter Arena, Ostende Arbitres : Amy Bonner Yener Yılmaz Yuen Chun Yip |
| 8 février 2020 20h35 CET | Rapport | Score par quart-temps : 14-17, 17-20, 10-22, 9-21                          |                                     |                                                                                    |  | Sleuyter Arena, Ostende Arbitres : Amy Bonner Yener Yılmaz Yuen Chun Yip |
| 8 février 2020 20h35 CET | Rapport | Score par mi-temps : 31-37, 19-43                                          |                                     |                                                                                    |  | Sleuyter Arena, Ostende Arbitres : Amy Bonner Yener Yılmaz Yuen Chun Yip |
| 8 février 2020 20h35 CET | Rapport | Frida Eldebrink, 14 Louice Halvarsson, 6 3 joueuses, 2 Frida Eldebrink, 10 | Points Rebonds Passes d. Évaluation | Natalie Achonwa, 16 Natalie Achonwa, 8 Nayo Raincock-Ekunwe, 4 Natalie Achonwa, 24 |  | Sleuyter Arena, Ostende Arbitres : Amy Bonner Yener Yılmaz Yuen Chun Yip |

| 9 février 2020 15h00 CET | Rapport | Suède                                                                       | 53-61                               | Belgique                                                              |  | Sleuyter Arena, Ostende Arbitres : Ademir Zurapović Amy Bonner Andreia Silva |
| 9 février 2020 15h00 CET | Rapport | Score par quart-temps : 14-14, 9-7, 10-21, 20-19                            |                                     |                                                                       |  | Sleuyter Arena, Ostende Arbitres : Ademir Zurapović Amy Bonner Andreia Silva |
| 9 février 2020 15h00 CET | Rapport | Score par mi-temps : 23-21, 30-40                                           |                                     |                                                                       |  | Sleuyter Arena, Ostende Arbitres : Ademir Zurapović Amy Bonner Andreia Silva |
| 9 février 2020 15h00 CET | Rapport | Frida Eldebrink, 14 Regan Magarity, 12 Elin Eldebrink, 4 Regan Magarity, 15 | Points Rebonds Passes d. Évaluation | Emma Meesseman, 24 3 joueuses, 5 Julie Allemand, 5 Emma Meesseman, 22 |  | Sleuyter Arena, Ostende Arbitres : Ademir Zurapović Amy Bonner Andreia Silva |

| 9 février 2020 18h05 CET | Rapport | Canada                                                                      | 70-68                               | Japon                                                                     |  | Sleuyter Arena, Ostende Arbitres : Yener Yılmaz Ryan Jones Yuen Chun Yip |
| 9 février 2020 18h05 CET | Rapport | Score par quart-temps : 15-17, 16-13, 21-19, 18-19                          |                                     |                                                                           |  | Sleuyter Arena, Ostende Arbitres : Yener Yılmaz Ryan Jones Yuen Chun Yip |
| 9 février 2020 18h05 CET | Rapport | Score par mi-temps : 31-30, 39-38                                           |                                     |                                                                           |  | Sleuyter Arena, Ostende Arbitres : Yener Yılmaz Ryan Jones Yuen Chun Yip |
| 9 février 2020 18h05 CET | Rapport | Kia Nurse, 19 Natalie Achonwa, 8 Miah-Marie Langlois, 5 Natalie Achonwa, 24 | Points Rebonds Passes d. Évaluation | Saki Hayashi, 21 Tokashiki, Akaho, 9 Nako Motohashi, 4 Himawari Akaho, 16 |  | Sleuyter Arena, Ostende Arbitres : Yener Yılmaz Ryan Jones Yuen Chun Yip |

## Tournoi de Bourges
| Rang | Équipe     | Pts | J | G | P | Pp  | Pc  | Diff |
| ---- | ---------- | --- | - | - | - | --- | --- | ---- |
| 1    | France     | 6   | 3 | 3 | 0 | 250 | 186 | 64   |
| 2    | Australie  | 5   | 3 | 2 | 1 | 249 | 218 | 31   |
| 3    | Porto Rico | 4   | 3 | 1 | 2 | 216 | 278 | -62  |
| 4    | Brésil     | 3   | 3 | 0 | 3 | 233 | 266 | -33  |

| 6 février 2020 18h00 CET | Rapport | Porto Rico                                                                     | 91-89                               | Brésil                                                                   | ap | Palais des sports du Prado, Bourges Arbitres : Yu Jung Maripier Malo Dariusz Zapolski |
| 6 février 2020 18h00 CET | Rapport | Score par quart-temps : 18-20, 18-22, 19-21, 28-20, OT : 8-6                   |                                     |                                                                          | ap | Palais des sports du Prado, Bourges Arbitres : Yu Jung Maripier Malo Dariusz Zapolski |
| 6 février 2020 18h00 CET | Rapport | Score par mi-temps : 36-42, 47-41                                              |                                     |                                                                          | ap | Palais des sports du Prado, Bourges Arbitres : Yu Jung Maripier Malo Dariusz Zapolski |
| 6 février 2020 18h00 CET | Rapport | Jennifer O’Neill, 30 Jazmon Gwathmey, 8 Tayra Melendez, 5 Jennifer O'Neill, 23 | Points Rebonds Passes d. Évaluation | Damiris Dantas, 26 Damiris Dantas, 15 Débora Costa, 9 Damiris Dantas, 34 | ap | Palais des sports du Prado, Bourges Arbitres : Yu Jung Maripier Malo Dariusz Zapolski |

| 6 février 2020 20h30 CET | Rapport | France                                                                 | 72-63                               | Australie                                                  |  | Palais des sports du Prado, Bourges Arbitres : Luis Castillo Maj Kazuko Forsberg Ahmed Ali Yaseen Al-Shuwaili |
| 6 février 2020 20h30 CET | Rapport | Score par quart-temps : 14-11, 22-19, 18-19, 18-14                     |                                     |                                                            |  | Palais des sports du Prado, Bourges Arbitres : Luis Castillo Maj Kazuko Forsberg Ahmed Ali Yaseen Al-Shuwaili |
| 6 février 2020 20h30 CET | Rapport | Score par mi-temps : 36-30, 36-33                                      |                                     |                                                            |  | Palais des sports du Prado, Bourges Arbitres : Luis Castillo Maj Kazuko Forsberg Ahmed Ali Yaseen Al-Shuwaili |
| 6 février 2020 20h30 CET | Rapport | Sandrine Gruda, 16 Sandrine Gruda, 11 Bria Hartley, 8 Bria Hartley, 26 | Points Rebonds Passes d. Évaluation | Bec Allen, 20 Liz Cambage, 20 Bec Allen, 4 Liz Cambage, 30 |  | Palais des sports du Prado, Bourges Arbitres : Luis Castillo Maj Kazuko Forsberg Ahmed Ali Yaseen Al-Shuwaili |

| 8 février 2020 18h00 CET | Rapport | Australie                                                           | 100-74                              | Porto Rico                                                                |  | Palais des sports du Prado, Bourges Arbitres : Luis Castillo Maj Kazuko Forsberg Virginia Soledad Peruchini |
| 8 février 2020 18h00 CET | Rapport | Score par quart-temps : 26-15, 29-24, 24-16, 21-19                  |                                     |                                                                           |  | Palais des sports du Prado, Bourges Arbitres : Luis Castillo Maj Kazuko Forsberg Virginia Soledad Peruchini |
| 8 février 2020 18h00 CET | Rapport | Score par mi-temps : 55-39, 45-35                                   |                                     |                                                                           |  | Palais des sports du Prado, Bourges Arbitres : Luis Castillo Maj Kazuko Forsberg Virginia Soledad Peruchini |
| 8 février 2020 18h00 CET | Rapport | Liz Cambage, 31 Cayla George, 8 Leilani Mitchell, 7 Liz Cambage, 26 | Points Rebonds Passes d. Évaluation | Jazmon Gwathmey, 30 3 joueuses, 5 Jennifer O’Neill, 3 Jazmon Gwathmey, 24 |  | Palais des sports du Prado, Bourges Arbitres : Luis Castillo Maj Kazuko Forsberg Virginia Soledad Peruchini |

| 8 février 2020 20h30 CET | Rapport | Brésil                                                        | 72-89                               | France                                                                      |  | Palais des sports du Prado, Bourges Arbitres : Yu Jung Maripier Malo Zhang Xiao |
| 8 février 2020 20h30 CET | Rapport | Score par quart-temps : 15-22, 12-16, 19-22, 26-29            |                                     |                                                                             |  | Palais des sports du Prado, Bourges Arbitres : Yu Jung Maripier Malo Zhang Xiao |
| 8 février 2020 20h30 CET | Rapport | Score par mi-temps : 27-38, 45-51                             |                                     |                                                                             |  | Palais des sports du Prado, Bourges Arbitres : Yu Jung Maripier Malo Zhang Xiao |
| 8 février 2020 20h30 CET | Rapport | Tati Pacheco, 15 3 joueuses, 4 3 joueuses, 2 Tati Pacheco, 12 | Points Rebonds Passes d. Évaluation | Sandrine Gruda, 26 Sandrine Gruda, 8 Époupa, Johannès, 5 Sandrine Gruda, 32 |  | Palais des sports du Prado, Bourges Arbitres : Yu Jung Maripier Malo Zhang Xiao |

| 9 février 2020 14h00 CET | Rapport | Brésil                                                                    | 72-86                               | Australie                                                            |  | Palais des sports du Prado, Bourges Arbitres : Luis Castillo Maripier Malo Ahmed Ali Yaseen Al-Shuwaili |
| 9 février 2020 14h00 CET | Rapport | Score par quart-temps : 18-21, 15-18, 27-22, 12-25                        |                                     |                                                                      |  | Palais des sports du Prado, Bourges Arbitres : Luis Castillo Maripier Malo Ahmed Ali Yaseen Al-Shuwaili |
| 9 février 2020 14h00 CET | Rapport | Score par mi-temps : 33-39, 39-47                                         |                                     |                                                                      |  | Palais des sports du Prado, Bourges Arbitres : Luis Castillo Maripier Malo Ahmed Ali Yaseen Al-Shuwaili |
| 9 février 2020 14h00 CET | Rapport | Damiris Dantas, 21 Érika De Souza, 9 Débora Costa, 10 De Souza, Costa, 19 | Points Rebonds Passes d. Évaluation | Liz Cambage, 29 Magbegor, Cambage, 7 Katie Ebzery, 5 Liz Cambage, 30 |  | Palais des sports du Prado, Bourges Arbitres : Luis Castillo Maripier Malo Ahmed Ali Yaseen Al-Shuwaili |

| 9 février 2020 16h30 CET | Rapport | France                                                                   | 89-51                               | Porto Rico                                                                   |  | Palais des sports du Prado, Bourges Arbitres : Yu Jung Dariusz Zapolski Virginia Soledad Peruchini |
| 9 février 2020 16h30 CET | Rapport | Score par quart-temps : 19-6, 31-14, 16-14, 23-17                        |                                     |                                                                              |  | Palais des sports du Prado, Bourges Arbitres : Yu Jung Dariusz Zapolski Virginia Soledad Peruchini |
| 9 février 2020 16h30 CET | Rapport | Score par mi-temps : 50-20, 39-31                                        |                                     |                                                                              |  | Palais des sports du Prado, Bourges Arbitres : Yu Jung Dariusz Zapolski Virginia Soledad Peruchini |
| 9 février 2020 16h30 CET | Rapport | Sandrine Gruda, 20 Sandrine Gruda, 10 Sarah Michel, 7 Sandrine Gruda, 27 | Points Rebonds Passes d. Évaluation | Isalys Quiñones, 17 Jennifer O’Neill, 5 Pamela Rosado, 4 Isalys Quiñones, 17 |  | Palais des sports du Prado, Bourges Arbitres : Yu Jung Dariusz Zapolski Virginia Soledad Peruchini |

## Tournoi de Belgrade

### Groupe A
| Rang | Équipe     | Pts | J | G | P | Pp  | Pc  | Diff |
| ---- | ---------- | --- | - | - | - | --- | --- | ---- |
| 1    | États-Unis | 6   | 3 | 3 | 0 | 288 | 189 | 99   |
| 2    | Serbie     | 5   | 3 | 2 | 1 | 215 | 200 | 15   |
| 3    | Nigeria    | 4   | 3 | 1 | 2 | 220 | 197 | 23   |
| 4    | Mozambique | 3   | 3 | 0 | 3 | 148 | 285 | -137 |

| 6 février 2020 17h00 CET | Rapport | Nigeria                                                                      | 85-51                               | Mozambique                                                        |  | Hala Aleksandar Nikolić, Belgrade Arbitres : Zdenko Tomašovič Yevgeniy Mikheyev Viola Györgyi |
| 6 février 2020 17h00 CET | Rapport | Score par quart-temps : 18-19, 23-9, 25-13, 19-10                            |                                     |                                                                   |  | Hala Aleksandar Nikolić, Belgrade Arbitres : Zdenko Tomašovič Yevgeniy Mikheyev Viola Györgyi |
| 6 février 2020 17h00 CET | Rapport | Score par mi-temps : 41-28, 44-23                                            |                                     |                                                                   |  | Hala Aleksandar Nikolić, Belgrade Arbitres : Zdenko Tomašovič Yevgeniy Mikheyev Viola Györgyi |
| 6 février 2020 17h00 CET | Rapport | Promise Amukamara, 14 Evelyn Akhator, 7 Ezinne Kalu, 5 Promise Amukamara, 18 | Points Rebonds Passes d. Évaluation | Leia Dongue, 16 Leia Dongue, 5 Ingvild Mucauro, 5 Leia Dongue, 16 |  | Hala Aleksandar Nikolić, Belgrade Arbitres : Zdenko Tomašovič Yevgeniy Mikheyev Viola Györgyi |

| 6 février 2020 20h00 CET | Rapport | États-Unis                                                  | 88-69                               | Serbie                                                                    |  | Hala Aleksandar Nikolić, Belgrade Arbitres : Andris Aunkrogers Carsten Straube Duan Zhu |
| 6 février 2020 20h00 CET | Rapport | Score par quart-temps : 20-14, 22-20, 28-13, 18-22          |                                     |                                                                           |  | Hala Aleksandar Nikolić, Belgrade Arbitres : Andris Aunkrogers Carsten Straube Duan Zhu |
| 6 février 2020 20h00 CET | Rapport | Score par mi-temps : 42-34, 46-35                           |                                     |                                                                           |  | Hala Aleksandar Nikolić, Belgrade Arbitres : Andris Aunkrogers Carsten Straube Duan Zhu |
| 6 février 2020 20h00 CET | Rapport | A'ja Wilson, 16 A'ja Wilson, 7 Loyd, Bird, 8 3 joueuses, 17 | Points Rebonds Passes d. Évaluation | Brooks, Dabović, 13 Sonja Vasić, 6 Miljana Bojović, 6 Dabović, Škorić, 13 |  | Hala Aleksandar Nikolić, Belgrade Arbitres : Andris Aunkrogers Carsten Straube Duan Zhu |

| 8 février 2020 17h00 CET | Rapport | Serbie                                                               | 70-64                               | Nigeria                                                                  |  | Hala Aleksandar Nikolić, Belgrade Arbitres : Andris Aunkrogers Yevgeniy Mikheyev Viola Györgyi |
| 8 février 2020 17h00 CET | Rapport | Score par quart-temps : 21-22, 22-12, 16-12, 11-18                   |                                     |                                                                          |  | Hala Aleksandar Nikolić, Belgrade Arbitres : Andris Aunkrogers Yevgeniy Mikheyev Viola Györgyi |
| 8 février 2020 17h00 CET | Rapport | Score par mi-temps : 43-34, 27-30                                    |                                     |                                                                          |  | Hala Aleksandar Nikolić, Belgrade Arbitres : Andris Aunkrogers Yevgeniy Mikheyev Viola Györgyi |
| 8 février 2020 17h00 CET | Rapport | Sonja Vasić, 21 Nevena Jovanović, 7 Jelena Brooks, 5 Sonja Vasić, 18 | Points Rebonds Passes d. Évaluation | Ezinne Kalu, 20 Adaora Elonu, 6 Atonye Nyingifa, 2 Promise Amukamara, 17 |  | Hala Aleksandar Nikolić, Belgrade Arbitres : Andris Aunkrogers Yevgeniy Mikheyev Viola Györgyi |

| 8 février 2020 20h00 CET | Rapport | Mozambique                                                   | 49-124                              | États-Unis                                                                 |  | Hala Aleksandar Nikolić, Belgrade Arbitres : Zdenko Tomašovič Carsten Straube Cherubin Leslie |
| 8 février 2020 20h00 CET | Rapport | Score par quart-temps : 10-36, 12-23, 12-33, 15-32           |                                     |                                                                            |  | Hala Aleksandar Nikolić, Belgrade Arbitres : Zdenko Tomašovič Carsten Straube Cherubin Leslie |
| 8 février 2020 20h00 CET | Rapport | Score par mi-temps : 22-59, 27-65                            |                                     |                                                                            |  | Hala Aleksandar Nikolić, Belgrade Arbitres : Zdenko Tomašovič Carsten Straube Cherubin Leslie |
| 8 février 2020 20h00 CET | Rapport | Leia Dongue, 10 Leia Dongue, 9 4 joueuses, 2 Leia Dongue, 14 | Points Rebonds Passes d. Évaluation | Nneka Ogwumike, 24 Ogwumike, Griner, 9 Chelsea Gray, 12 Nneka Ogwumike, 34 |  | Hala Aleksandar Nikolić, Belgrade Arbitres : Zdenko Tomašovič Carsten Straube Cherubin Leslie |

| 9 février 2020 17h00 CET | Rapport | Serbie                                                                 | 76-48                               | Mozambique                                                             |  | Hala Aleksandar Nikolić, Belgrade Arbitres : Andris Aunkrogers Carsten Straube Duan Zhu |
| 9 février 2020 17h00 CET | Rapport | Score par quart-temps : 16-21, 18-7, 26-14, 16-6                       |                                     |                                                                        |  | Hala Aleksandar Nikolić, Belgrade Arbitres : Andris Aunkrogers Carsten Straube Duan Zhu |
| 9 février 2020 17h00 CET | Rapport | Score par mi-temps : 34-28, 42-20                                      |                                     |                                                                        |  | Hala Aleksandar Nikolić, Belgrade Arbitres : Andris Aunkrogers Carsten Straube Duan Zhu |
| 9 février 2020 17h00 CET | Rapport | Ana Dabović, 12 Jelena Brooks, 9 Miljković, Dabović, 6 Ana Dabović, 17 | Points Rebonds Passes d. Évaluation | Anabela Cossa, 21 Tamara Seda, 10 Ingvild Mucauro, 5 Anabela Cossa, 16 |  | Hala Aleksandar Nikolić, Belgrade Arbitres : Andris Aunkrogers Carsten Straube Duan Zhu |

| 9 février 2020 20h00 CET | Rapport | Nigeria                                                          | 71-76                               | États-Unis                                                             |  | Hala Aleksandar Nikolić, Belgrade Arbitres : Zdenko Tomašovič Yevgeniy Mikheyev Cherubin Leslie |
| 9 février 2020 20h00 CET | Rapport | Score par quart-temps : 21-20, 19-6, 17-24, 14-26                |                                     |                                                                        |  | Hala Aleksandar Nikolić, Belgrade Arbitres : Zdenko Tomašovič Yevgeniy Mikheyev Cherubin Leslie |
| 9 février 2020 20h00 CET | Rapport | Score par mi-temps : 40-26, 31-50                                |                                     |                                                                        |  | Hala Aleksandar Nikolić, Belgrade Arbitres : Zdenko Tomašovič Yevgeniy Mikheyev Cherubin Leslie |
| 9 février 2020 20h00 CET | Rapport | Ezinne Kalu, 17 Aisha Mohammed, 9 Ezinne Kalu, 8 Ezinne Kalu, 23 | Points Rebonds Passes d. Évaluation | Brittney Griner, 18 A'ja Wilson, 8 Chelsea Gray, 7 Brittney Griner, 18 |  | Hala Aleksandar Nikolić, Belgrade Arbitres : Zdenko Tomašovič Yevgeniy Mikheyev Cherubin Leslie |

### Groupe B
Le groupe B est celui qui devait initialement se dérouler à Foshan.
| Rang | Équipe          | Pts | J | G | P | Pp  | Pc  | Diff |
| ---- | --------------- | --- | - | - | - | --- | --- | ---- |
| 1    | Chine           | 6   | 3 | 3 | 0 | 250 | 198 | 52   |
| 2    | Espagne         | 5   | 3 | 2 | 1 | 224 | 179 | 45   |
| 3    | Corée du Sud    | 4   | 3 | 1 | 2 | 188 | 262 | -74  |
| 4    | Grande-Bretagne | 3   | 3 | 0 | 3 | 224 | 247 | -23  |

| 6 février 2020 12h00 CET | Rapport | Chine                                               | 86-76                               | Grande-Bretagne                                                                |  | Hala Aleksandar Nikolić, Belgrade Arbitres : Grant Alexander Todey Natalia Cuello Cuello Julio César Anaya Freile |
| 6 février 2020 12h00 CET | Rapport | Score par quart-temps : 21-26, 22-20, 22-13, 21-17  |                                     |                                                                                |  | Hala Aleksandar Nikolić, Belgrade Arbitres : Grant Alexander Todey Natalia Cuello Cuello Julio César Anaya Freile |
| 6 février 2020 12h00 CET | Rapport | Score par mi-temps : 43-46, 43-30                   |                                     |                                                                                |  | Hala Aleksandar Nikolić, Belgrade Arbitres : Grant Alexander Todey Natalia Cuello Cuello Julio César Anaya Freile |
| 6 février 2020 12h00 CET | Rapport | 3 joueuses, 16 Han, Wang, 5 Shao Ting, 4 Han Xu, 21 | Points Rebonds Passes d. Évaluation | Temi Fagbenle, 26 Johannah Leedham, 5 Johannah Leedham, 6 Johannah Leedham, 27 |  | Hala Aleksandar Nikolić, Belgrade Arbitres : Grant Alexander Todey Natalia Cuello Cuello Julio César Anaya Freile |

| 6 février 2020 14h30 CET | Rapport | Corée du Sud                                                 | 46-83                               | Espagne                                                                    |  | Hala Aleksandar Nikolić, Belgrade Arbitres : Rabah Noujaim Andreï Charapa Özlem Yalman |
| 6 février 2020 14h30 CET | Rapport | Score par quart-temps : 16-19, 9-24, 7-20, 14-20             |                                     |                                                                            |  | Hala Aleksandar Nikolić, Belgrade Arbitres : Rabah Noujaim Andreï Charapa Özlem Yalman |
| 6 février 2020 14h30 CET | Rapport | Score par mi-temps : 25-43, 21-40                            |                                     |                                                                            |  | Hala Aleksandar Nikolić, Belgrade Arbitres : Rabah Noujaim Andreï Charapa Özlem Yalman |
| 6 février 2020 14h30 CET | Rapport | Park Hyejin, 17 Kim Han Byul, 6 Bae, Park, 3 Park Hyejin, 17 | Points Rebonds Passes d. Évaluation | Leonor Rodríguez, 14 Cristina Ouviña, 7 Silvia Domínguez, 6 Laia Palau, 14 |  | Hala Aleksandar Nikolić, Belgrade Arbitres : Rabah Noujaim Andreï Charapa Özlem Yalman |

| 8 février 2020 12h00 CET | Rapport | Espagne                                                              | 62-64                               | Chine                                                      |  | Hala Aleksandar Nikolić, Belgrade Arbitres : Julio César Anaya Freile Natalia Cuello Cuello Arnaud Kom Njilo |
| 8 février 2020 12h00 CET | Rapport | Score par quart-temps : 15-12, 6-22, 17-18, 24-12                    |                                     |                                                            |  | Hala Aleksandar Nikolić, Belgrade Arbitres : Julio César Anaya Freile Natalia Cuello Cuello Arnaud Kom Njilo |
| 8 février 2020 12h00 CET | Rapport | Score par mi-temps : 21-34, 41-30                                    |                                     |                                                            |  | Hala Aleksandar Nikolić, Belgrade Arbitres : Julio César Anaya Freile Natalia Cuello Cuello Arnaud Kom Njilo |
| 8 février 2020 12h00 CET | Rapport | Alba Torrens, 17 Laura Nicholls, 12 Laia Palau, 8 Laura Nicholls, 22 | Points Rebonds Passes d. Évaluation | Li Yueru, Li Meng, 13 Li Yueru, 15 Li Meng, 4 Li Yueru, 14 |  | Hala Aleksandar Nikolić, Belgrade Arbitres : Julio César Anaya Freile Natalia Cuello Cuello Arnaud Kom Njilo |

| 8 février 2020 14h30 CET | Rapport | Grande-Bretagne                                                              | 79-82                               | Corée du Sud                                                            |  | Hala Aleksandar Nikolić, Belgrade Arbitres : Rabah Noujaim Grant Alexander Todey Andreï Charapa |
| 8 février 2020 14h30 CET | Rapport | Score par quart-temps : 19-25, 18-20, 17-25, 25-12                           |                                     |                                                                         |  | Hala Aleksandar Nikolić, Belgrade Arbitres : Rabah Noujaim Grant Alexander Todey Andreï Charapa |
| 8 février 2020 14h30 CET | Rapport | Score par mi-temps : 37-45, 42-37                                            |                                     |                                                                         |  | Hala Aleksandar Nikolić, Belgrade Arbitres : Rabah Noujaim Grant Alexander Todey Andreï Charapa |
| 8 février 2020 14h30 CET | Rapport | Temi Fagbenle, 28 Karlie Samuelson, 9 Johannah Leedham, 10 Temi Fagbenle, 33 | Points Rebonds Passes d. Évaluation | Kang Leeseul, 26 Park Ji Su, 9 Park Hyejin, Kim Danbi, 4 Park Ji Su, 31 |  | Hala Aleksandar Nikolić, Belgrade Arbitres : Rabah Noujaim Grant Alexander Todey Andreï Charapa |

| 9 février 2020 12h00 CET | Rapport | Corée du Sud                                                     | 60-100                              | Chine                                                    |  | Hala Aleksandar Nikolić, Belgrade Arbitres : Grant Alexander Todey Julio César Anaya Freile Özlem Yalman |
| 9 février 2020 12h00 CET | Rapport | Score par quart-temps : 13-19, 11-28, 20-24, 16-29               |                                     |                                                          |  | Hala Aleksandar Nikolić, Belgrade Arbitres : Grant Alexander Todey Julio César Anaya Freile Özlem Yalman |
| 9 février 2020 12h00 CET | Rapport | Score par mi-temps : 24-47, 36-53                                |                                     |                                                          |  | Hala Aleksandar Nikolić, Belgrade Arbitres : Grant Alexander Todey Julio César Anaya Freile Özlem Yalman |
| 9 février 2020 12h00 CET | Rapport | Kang Ajeong, 17 Kim Han Byul, 10 Park Hyejin, 5 Kim Han Byul, 14 | Points Rebonds Passes d. Évaluation | Li Meng, 20 Huang Sijing, 6 Yang Liwei, 6 3 joueuses, 22 |  | Hala Aleksandar Nikolić, Belgrade Arbitres : Grant Alexander Todey Julio César Anaya Freile Özlem Yalman |

| 9 février 2020 14h30 CET | Rapport | Grande-Bretagne                                                                 | 69-79                               | Espagne                                                        |  | Hala Aleksandar Nikolić, Belgrade Arbitres : Rabah Noujaim Andreï Charapa Arnaud Kom Njilo |
| 9 février 2020 14h30 CET | Rapport | Score par quart-temps : 16-18, 14-22, 19-20, 20-19                              |                                     |                                                                |  | Hala Aleksandar Nikolić, Belgrade Arbitres : Rabah Noujaim Andreï Charapa Arnaud Kom Njilo |
| 9 février 2020 14h30 CET | Rapport | Score par mi-temps : 30-40, 39-39                                               |                                     |                                                                |  | Hala Aleksandar Nikolić, Belgrade Arbitres : Rabah Noujaim Andreï Charapa Arnaud Kom Njilo |
| 9 février 2020 14h30 CET | Rapport | Temi Fagbenle, 21 Johannah Leedham, 12 Johannah Leedham, 6 Johannah Leedham, 22 | Points Rebonds Passes d. Évaluation | María Conde, 15 Laura Gil, 7 Laia Palau, 8 Cristina Ouviña, 18 |  | Hala Aleksandar Nikolić, Belgrade Arbitres : Rabah Noujaim Andreï Charapa Arnaud Kom Njilo |